# Rådhusplassen (Oslo)
Der Rådhusplassen (deutsch Rathausplatz) ist ein Platz in der norwegischen Hauptstadt Oslo. Er befindet sich vor dem Osloer Rathaus im Zentrum der Stadt, dem Sentrum.

## Lage
Der Rathausplatz liegt im Stadtzentrum von Oslo an der Bucht Pipervika, einem Teil des inneren Oslofjords. Im Norden des Platzes befindet sich das Osloer Rathaus. Der östliche Abschnitt des Platzes trägt seit 1998 den Namen Rolf Strangers plass. Der westliche Bereich wurde nach dem Politiker und langjährigen Bürgermeister Brynjulf Bull benannt und heißt Brynjulf Bulls plass. Am Brynjulf Bulls plass liegt unter anderem das Nobel-Friedenszentrum im ehemaligen Bahnhof Vestbanestasjonen. Im Westen schließt sich zudem die Gegend Aker Brygge an den Platz an. Westlich des Rathauses befindet sich der Kronprinsesse Märthas plass, in diesen Bereich münden die Olav Vs gate und Dronning Mauds gate. Von Südosten kommend führen die Straßen Akershuskaia und Rådhusgata auf den Platz zu. Im Nordosten münden die Rosenkrantz’ gate, die Tordenskiolds gate und die Hieronymus Heyerdahls gate in den Rathausplatz. Im Oslofjord liegt auf Höhe des Rathausplatzes die Rådhusbrygge, eine Landungsbrücke. Die Fläche des Platzes wird von der Kommune Oslo mit etwas unter 67 Dekar angegeben.

## Geschichte und Nutzung
Nachdem man zu Beginn der 1930er-Jahre mit dem Bau des Osloer Rathauses begonnen hatte, wurde im September 1938 ein Wettbewerb für die Gestaltung des Rathausplatzes ausgeschrieben. Als Länge des Platzes wurden 146 Meter und als Breite 32 Meter im Osten sowie 39 Meter im Westen angegeben. Es wurde angedacht, einen verkehrsarmen Platz zu schaffen, dessen Gestaltung sich von den anliegenden Straßen abhebt. Der Wettbewerb wurde schließlich von den Bildhauern Emil Lie und Per Hurum gewonnen. Die Arbeiten am Rathausplatz begannen im Jahr 1942 und im Jahr 1944 erhielt der Platz für einen kürzeren Zeitraum den Namen Eirik Raudes plass. Endgültig fertiggestellt wurden die Arbeiten im Jahr 1960.

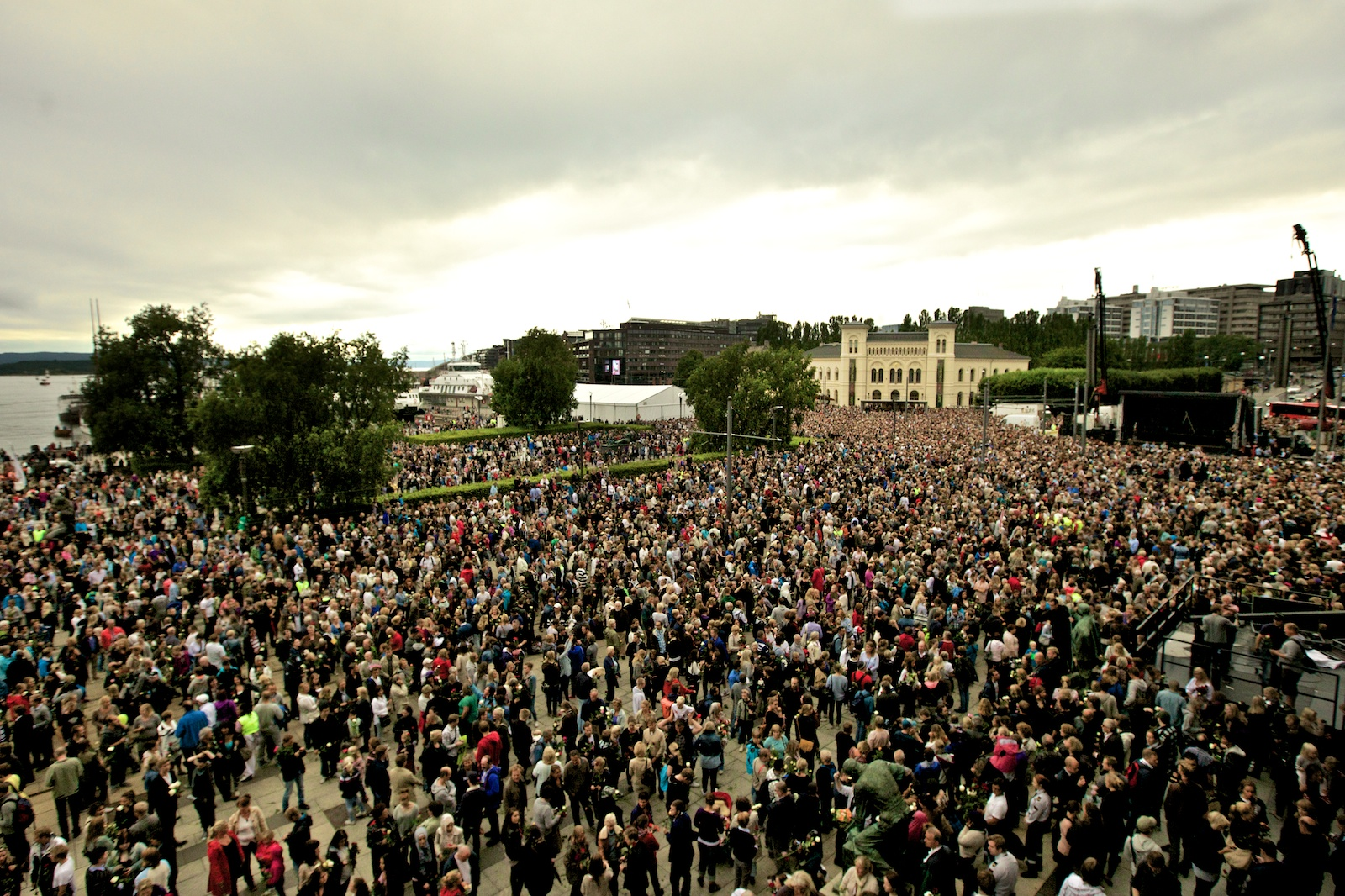
Gedenkveranstaltung am 25. Juli 2011

Der Platz hatte lange Zeit ein größeres Verkehrsaufkommen als bei der Planung angenommen und stellte eine wichtige Verbindung zwischen dem Osten und Westen der Stadt dar. Neben der Europastraße 18 (E18) führte auch die Bahnlinie Havnebanen über den Rathausplatz, die von 1907 bis 1980 die Linien Vestbanen und Østbanen verband. Durch die Eröffnung des Straßentunnels Festningstunnelen und die damit einhergehende Verlagerung des Straßenverkehrs der E18 konnte man den Platz 1994 zu einer autofreien Zone erklären.
In den folgenden Jahren entwickelte sich der Platz zu einem Festplatz, auf dem unter anderem Konzerte, Festivals, Märkte und Sportveranstaltungen stattfinden. Von 1994 bis 1995 wurde auf dem Platz erneut eine Straßenbahnlinie gebaut, nachdem im Jahr 1961 die Straßenbahnstrecke vom Platz entfernt worden war. Im Jahr 1996 wurde der Rathausplatz erstmals der Endpunkt des traditionell am norwegischen Verfassungstag in Oslo stattfindenden 17.-Mai-Umzugs. Zu den weiteren dort abgehaltenen Veranstaltungen zählen der Start des Oslo-Marathons und Konzerte der VG-lista. Die Konzerte werden von der Zeitung Verdens Gang (VG) und dem Radiosender NRK P3 gemeinsam abgehalten und gelten als größtes Gratiskonzert Skandinaviens.
Nach den terroristischen Anschlägen in Oslo und auf der Insel Utøya, bei denen der rechtsextreme Anders Behring Breivik am 22. Juli 2011 77 Menschen tötete, fand am 25. Juli 2011 auf dem Rathausplatz eine Gedenkveranstaltung statt. Dabei hielten unter anderem der damalige Ministerpräsident Jens Stoltenberg und Kronprinz Haakon von Norwegen Reden. Die Zahl der teilnehmenden Personen wurde auf etwa 150.000 geschätzt. Ein Jahr nach dem Anschlag fand auf dem Platz ein Gedenkkonzert statt, bei dem etwa 50.000 Menschen anwesend waren.

## Brunnen und Denkmäler
Zentral auf dem Platz befindet sich eine Brunnenanlage mit einer Bronzeskulptur. Diese wurde vom Bildhauer Emil Lie geschaffen. Er schuf auch die vier Frauenstatuen, die die Anlage umrahmen. Im Jahr 1955 wurde eine den dänisch-norwegischen Marineoffizier Peter Wessel Tordenskiold darstellende Bronzestatue auf den Rathausplatz umgezogen. Die Statue war von 1901 bis 1903 am Tordenskiolds plass  errichtet und anschließend mehrfach umgesiedelt worden. Angefertigt wurde sie vom Bildhauer Axel Ender.

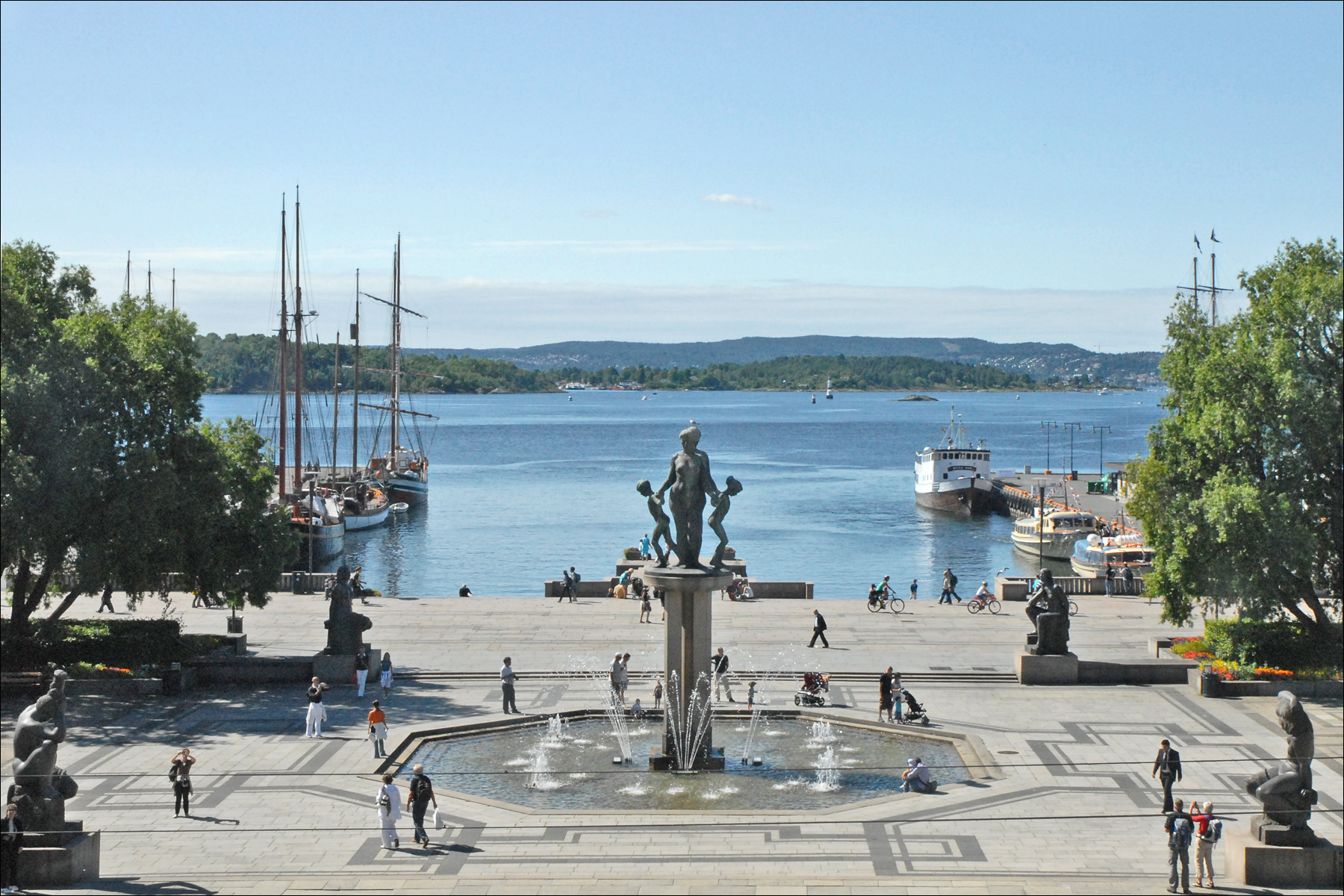
Blick vom Rathaus auf den Platz und den Oslofjord
Statue im Brunnen